# Godmersham
Godmersham is een civil parish in het bestuurlijke gebied Ashford, in het Engelse graafschap Kent met 376 inwoners.